# Čebine
Čebine – wieś w Słowenii, w gminie Trbovlje. W 2018 roku liczyła 22 mieszkańców.